# Anna Dudek
Anna Dudek – polska „Sprawiedliwa wśród Narodów Świata”.

## Życiorys
W trakcie II wojny światowej mieszkała w dużej kamienicy w centrum Warszawy. Przyjęła pod swój dach swoją dawną pracodawczynię, żydówkę Helenę Sokolską, która wraz z córeczką uciekła przed Niemcami z getta w Białymstoku. Mimo niebezpieczeństwa Dudek natychmiast przyjęła ich do swojego małego warszawskiego mieszkania, a kilka miesięcy później zdobyła dla Sokolskiej i jej córki fałszywe dokumenty, które umożliwiły Sokolskiej zarejestrowanie się do pracy w Niemczech. Ta zaś znalazła pracę jako służąca u niemieckiej rodziny, która pozwoliła jej zabrać ze sobą córkę. Ryzykując życie dla Sokolskiej, Dudek kierowała się lojalnością i współczuciem dla byłego pracodawcy. W listopadzie 1943 r. Dudek znalazła z kolei kryjówkę dla męża Heleny, Arona Sokolskiego, który przedostał się do Warszawy. Niestety, po zaalarmowaniu władz okupacyjnych przez konfidenta, Anna Dudek została aresztowana i wysłana do obozu koncentracyjnego w Ravensbrück, gdzie zginęła przed końcem wojny.  
25 października 1978 r. Instytut Jad Waszem uhonorował Annę Dudek medalem „Sprawiedliwy wśród Narodów Świata”.